# Suwannaphum
Suwannaphum (Thai: สุวรรณภูมิ) betyder "det gyllene landet", ett område som nämns i flera gamla källor på sanskrit och i pali.  Området motsvarar dagens Kambodja, Laos, Myanmar och Siam/Thailand.
Distriktet amphoe Suwannaphum i närheten av Roi-et i norra Thailand är uppkallad efter det, och även Bangkok-Suvarnabhumis flygplats nära Bangkok.